# Todaropsis eblanae
Todaropsis eblanae är en bläckfiskart som först beskrevs av Ball 1841.  Todaropsis eblanae ingår i släktet Todaropsis och familjen Ommastrephidae. Arten är reproducerande i Sverige. Inga underarter finns listade i Catalogue of Life.